# Bob Jungels
Bob Jungels (n. 22 septembrie 1992, Rollingen⁠(d), Luxemburg, Luxemburg) este un ciclist luxemburghez, care în prezent concurează pentru AG2R Citroën Team, echipă licențiată UCI WorldTeam.

## Rezultate în Marile Tururi

### Turul Italiei
3 participări
- 2016: locul 6
- 2017: locul 8, câștigător al etapei a 15-a
- 2019: locul 33

### Turul Franței
4 participări
- 2015: locul 27
- 2018: locul 11
- 2020: locul 43
- 2022: locul 12, câștigător al etapei a 9-a

### Turul Spaniei
2 participări
- 2014: nu a terminat competiția
- 2017: locul 42, câștigător al etapelor a 4-a, a 8-a și a 16-a